# Nicolae Cornean
Nicolae Cornean (n. 5 februarie 1862, Apadia, Caraș-Severin – d. 15 februarie 1939, Caransebeș) a fost un deputat în Marea Adunare Națională de la Alba Iulia, organismul legislativ reprezentativ al „tuturor românilor din Transilvania, Banat și Țara Ungurească”, cel care a adoptat hotărârea privind Unirea Transilvaniei cu România, la 1 decembrie 1918.

## Date biografice
A fost preot paroh în comuna Apadia, din 1883 până în 1939.

## Activitate politică
A fost distins cu brâu și cu blame roșii, având funcția de asesor consistorial onorar și de deputat în Sinodul eparhial. A fost președintele institutului de credit "Banca Graniței" s.a din Caransebeș si al Despărțământului Zorlențul al Astrei. A fost membru în congregația comitatului Caraș Severin.